# Wyberton
Wyberton – wieś w Anglii, w hrabstwie Lincolnshire, w dystrykcie Boston. Leży 46 km na południowy wschód od Lincoln i 161 km na północ od Londynu.